# Tilles
Les Tilles est un pays de Bourgogne, entre le plateau de Langres et la Saône. Il y coule trois rivières portant le nom de Tille.